# Galileo
A Galileo űrszonda, amelyet a NASA küldött a Jupiterhez. Galileo Galilei olasz csillagászról nevezték el. 
A Galileo program hivatalosan 1977-ben vette kezdetét, összköltsége 1,354 milliárd dollárra rúg, s ebből 892 millió dollár a fejlesztési költség. Ezen kívül még 110 millió dollárt tesz ki a nemzetközi hozzájárulás.

## Küldetés

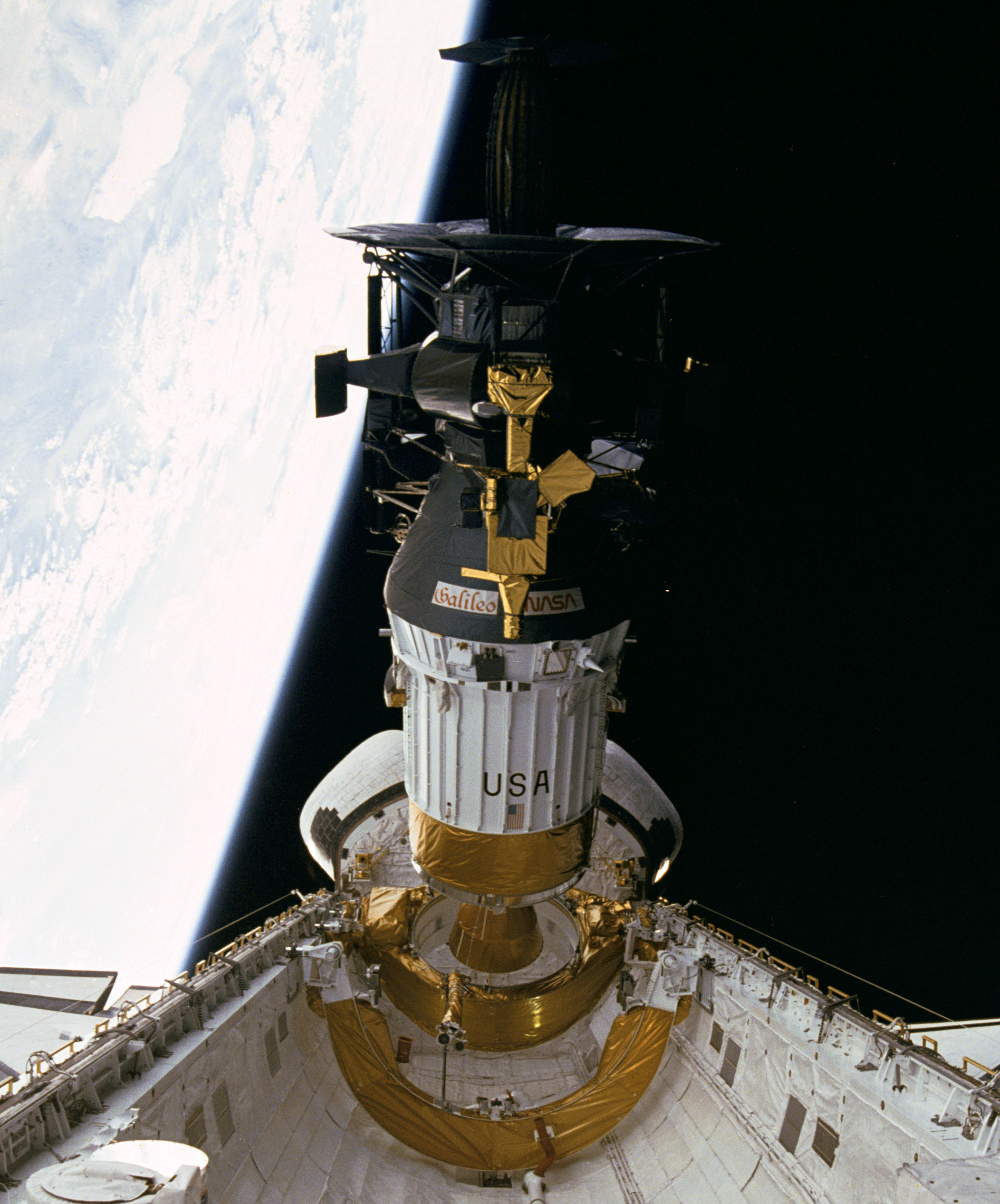
A Galileo kiemelkedik az űrrepülőgép rakteréből

A Galileo űrszondát a Jet Propulsion Laboratoryban fejlesztették ki. A Galileot 1989. október 18-án indították 2,3 milliárd kilométer hosszú, mintegy hat éven át tartó útjára az Atlantis űrrepülőgéppel az STS–34 küldetésen. Az indítást több évvel halasztották el a Challenger űrrepülőgép felrobbanása miatt. A küldetésben végrehajtott változások miatt IUS fokozattal indult el a Jupiter felé, amely gyengébb volt, mint a korábban tervezett Centaur. Az ún. VEEGA pályát követte, amellyel három gravitációs hintamanővert hajtott végre (egyet a Vénusznál és kettőt a Földnél).
1991. áprilisban nem sikerült kibontani teljesen a Galileo nagy nyereségű antennáját. Az antenna csak félig nyílt ki. Végül a Galileo a kisebb antennán keresztül küldte vissza a tudományos adatokat.
A Galileo megközelítette még 1991. október 29-én a 951 Gaspra kisbolygót és 1993. augusztus 28-án a 243 Ida-t. A 951 Gaspra megközelítése volt az első elrepülés egy aszteroida közelében. A 243 Ida körül a felvételeken egy kis holdat fedeztek fel, a Dactylt. 1994. júliusban a Galileo 240 millió km-ről megfigyelte a Shoemaker–Levy 9 üstökös darabjainak becsapódását a Jupiterbe.

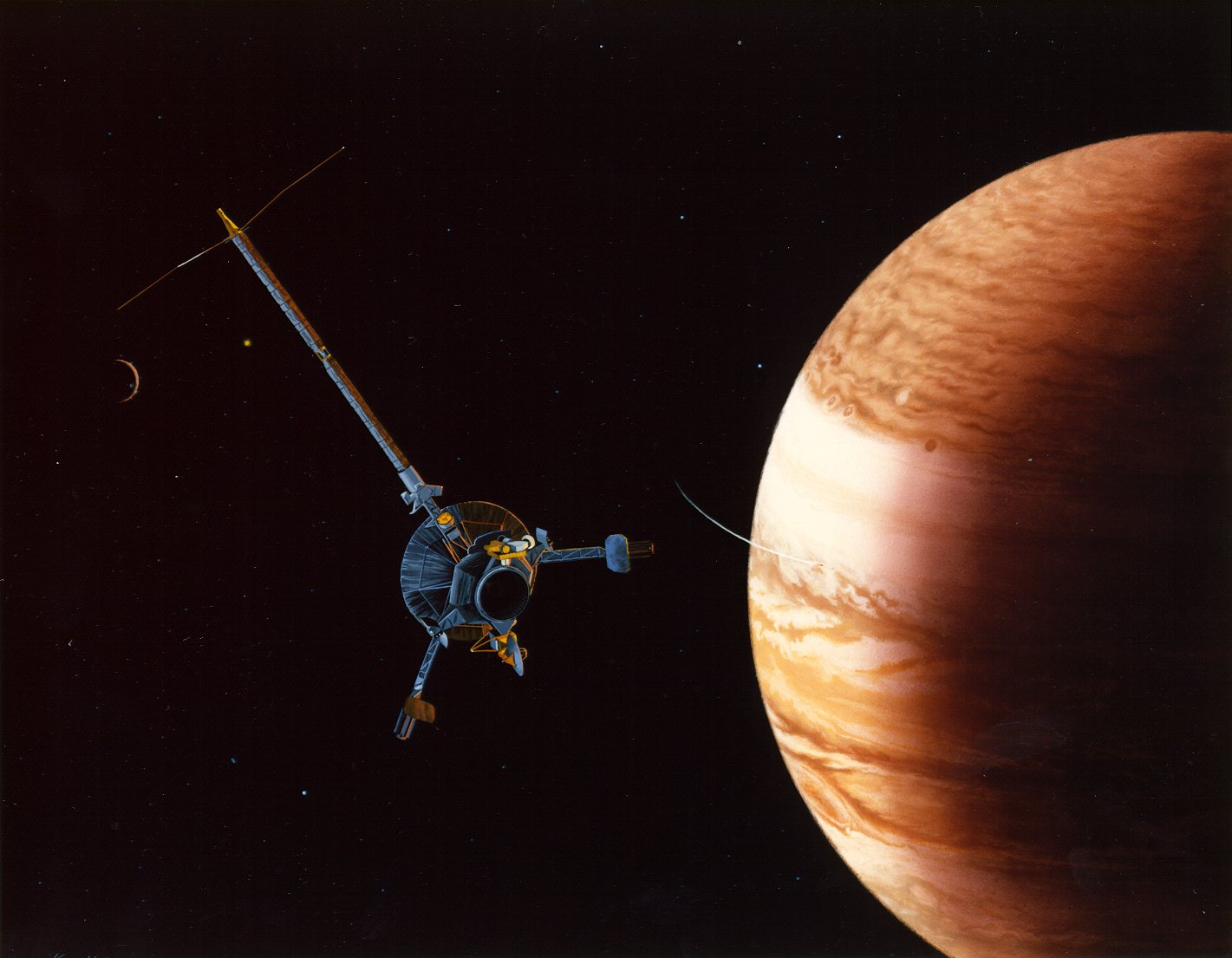
A Galileo megérkezése a Jupiterhez
(fantáziarajz)

1995 nyarán, 175 millió kilométerre a Jupitertől, a Galileo a legintenzívebb bolygóközi porviharon repült át indulása óta. A 0,01-0,1 mikrométer átmérőjű porszemcsék – melyek azért pár nagyságrenddel kisebbek az igazi pornál – bizonyosan a Jupiter környezetéből származnak, talán az Io vulkánjaiból, talán a Jupiter halvány gyűrűrendszeréből. Ez a nagyobb porvihar esetleg a Shoemaker-Levy üstökös becsapódásának maradványa volt.
Megérkezés előtt, 1995. július 13-án a légköri szondát leválasztották a Galileoról és a becsapódásig egyedül folytatta útját. 1995. október 11-én meghibásodást észleltek a fedélzeti adattárolón, de sikerült megoldani a problémát.
A Galileo 1995. december 7-én érkezett meg a Jupiterhez. Elsőként közelített meg egy kisbolygót, a Jupiter első műholdja volt és magával vitte az első légköri szondát, amely leereszkedett a gázbolygó légkörébe. A Jupiter körüli ellipszispályán több holdmegközelítést is végzett.
A Galileo küldetést 2003. szeptember 21-én fejezték be. A szondát belevezették a Jupiter atmoszférájába, ahol a súrlódás miatt elégett, elkerülve azt, hogy valamelyik holdat beszennyezze a Földről származó baktériumokkal.

## Keringő szonda

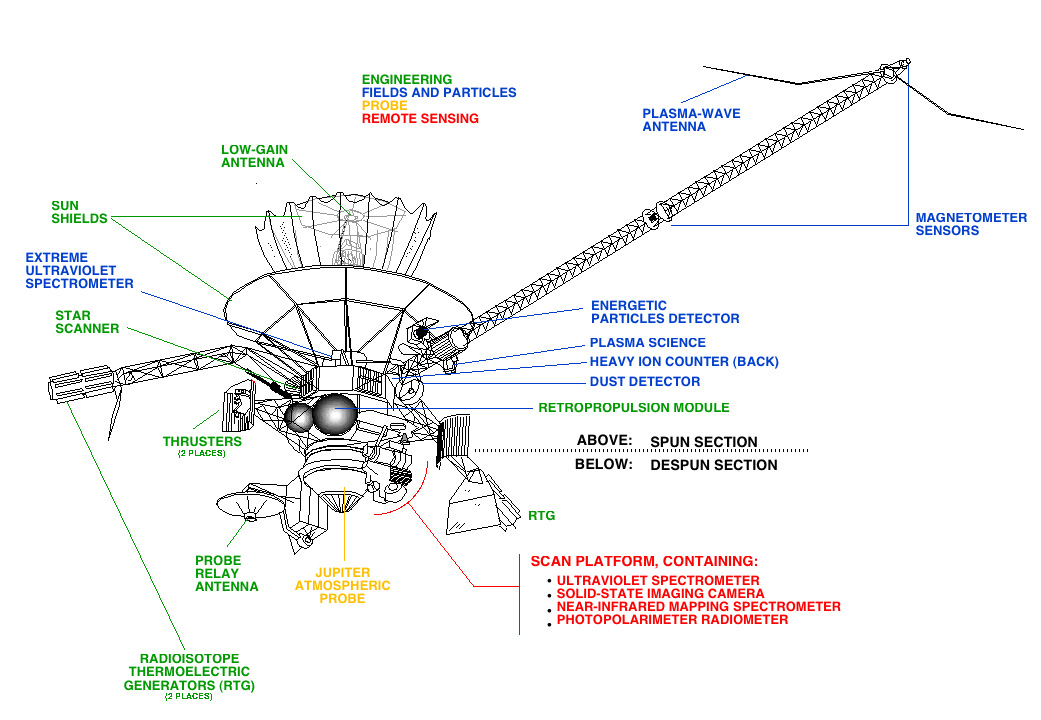
A Galileo rendszerei

A Galileo hajóteste két részre bontható (miután a szonda már elhagyta): egy forgó részre, mely tulajdonképpen a hajó lelke a hajtóművel, a fedélzeti számítógéppel, antennákkal, és egy nem forgó részre, mely kamerákat és más távoli célpontokat figyelő berendezéseket hordoz. A forgó rész tartalmazza a hajó közvetlen környezetét vizsgáló mező és részecskedetektáló műszereket is. E műszerek működését segíti elő a percenként háromszori körbefordulás. Ez percenkénti tíz forgásra is növelhető, melynek a Galileo stabilizációjában van szerepe a nagyobb gyorsítási manővereknél.
A 2223 kilogrammos Galileo közel 30 kisebb és 3 nagyobb pályamódosítást hajtott végre a gyorsítási fázisban. A kétéves elsődleges küldetésen további 30 kisebb manőverre került sor. Mindehhez összesen 925 kg monometil-hidrazint és nitrogén-tetroxid oxidálóanyagot vitt magával üzemanyagként. A meghajtó modul tizenkét 10 newton tolóerejű fúvókából és egy 400 newton tolóerejű fő hajtóműből, valamint gázterekből, szelepekből és szabályzó egységből áll. A modult a Messerschmitt-Bölkow-Blohm (MBB) cég tervezte és építette, mivel Németország aktív részvevője a Galileo programnak.
Az elektromos energiát két radioizotópos termoelektromos generátor (RTG) termeli a Galileo berendezései részére. A hő a 238-as plutónium izotópot tartalmazó plutónium-dioxid természetes bomlásából származik, és ezt alakítja át a berendezés elektromos árammá, az indulásnál 570 wattos, majd a misszió végére 485 wattra csökkenő teljesítményű áramot szolgáltatva. Hasonló generátorok állították elő az energiát a két Voyager, a Pioneer és a két Viking Mars-szonda elektromos berendezéseihez.
Kommunikációs berendezése a Földdel és a szondával való kapcsolattartás mellett műszerként is funkcionál. Rádióadása nagyon gyenge, mintegy 20 watt teljesítményű. Körülbelül annyi, mint amennyi egy hűtőszekrény világításához szükséges. A földi megfigyelő rendszer, a Távoli Világűr Hálózat (Deep Space Network) bástyái az Egyesült Államokban, Spanyolországban és Ausztráliában található három db 64, illetve 70 m-es parabolaantenna. Ez a rendszer képes volt a Pioneer–10 8 wattos rádiókészülékének jeleit 4,5 milliárd km távolságból is észlelni. Ha egy antennával próbálnánk ilyen teljesítményt elérni, 125 méter átmérőjűnek kellene lennie legalább.

## Légköri szonda

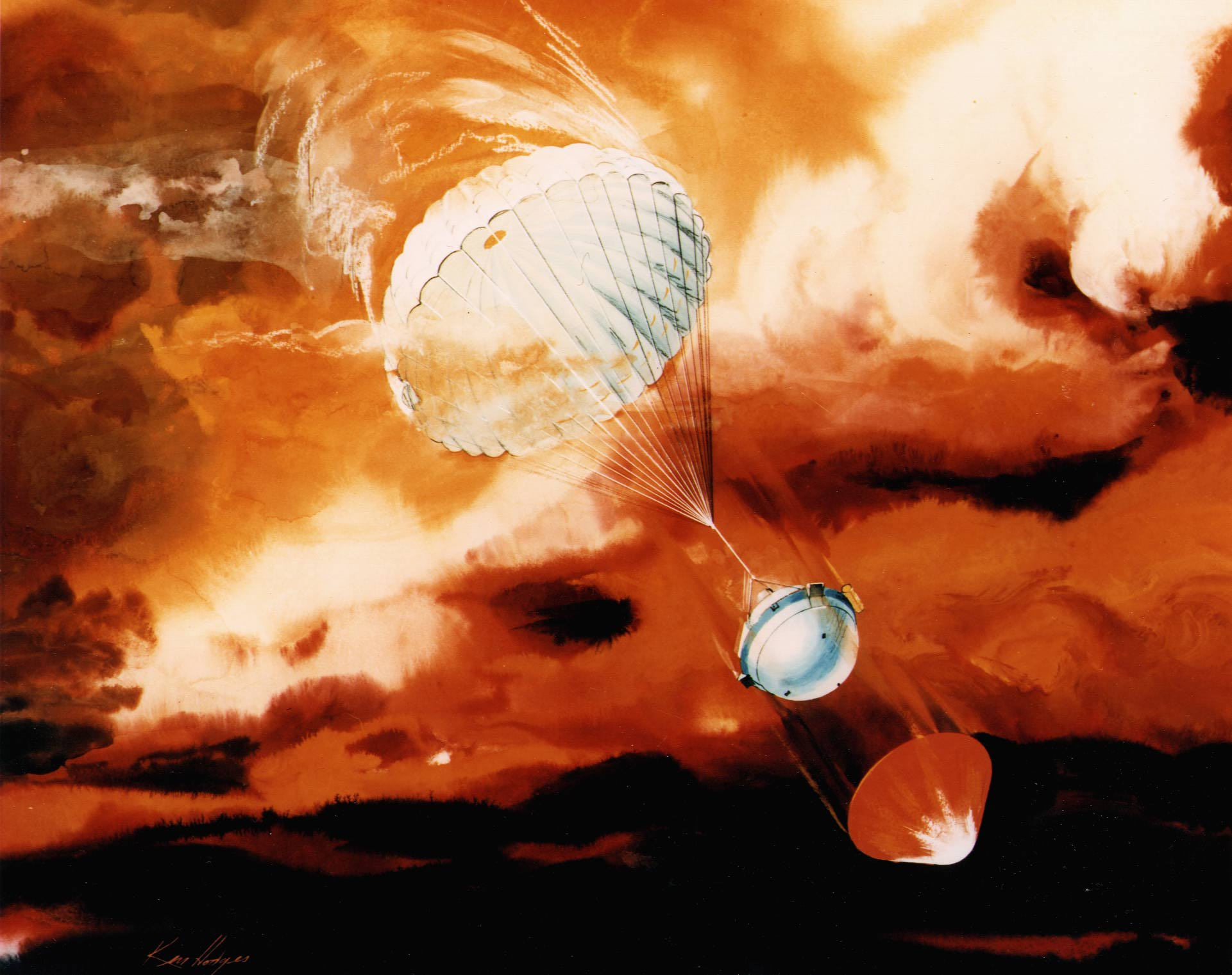
A légköri szonda kibontja az ejtőernyőjét
(fantáziarajz)

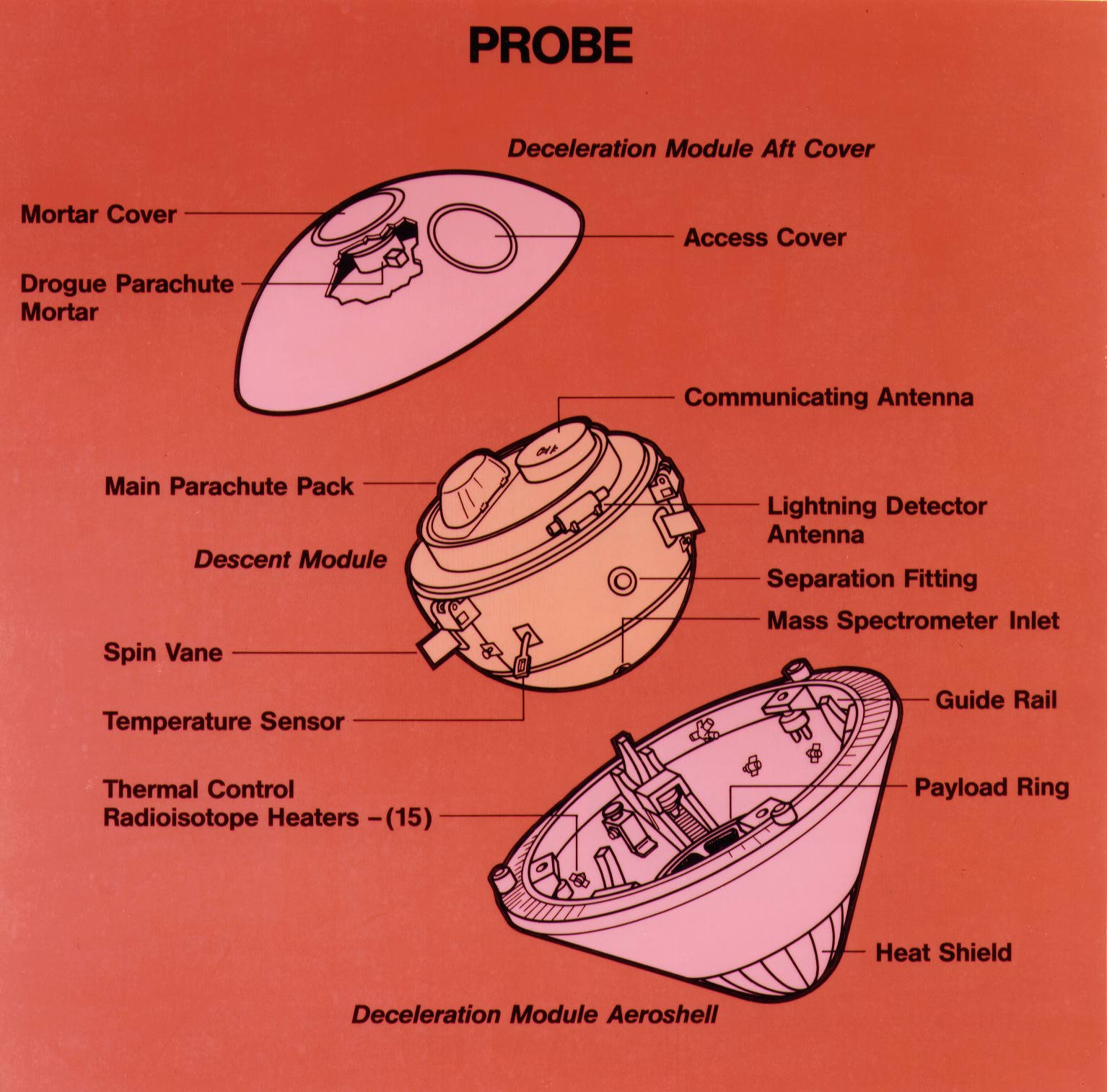
A Galileo légköri szonda felépítése

A légköri szonda tömege 339 kg, átmérője 1,3 m. Hőpajzs védte meg a tudományos műszereket a túlhevüléstől. A szondát úgy tervezték, hogy nagy hőmérsékletet és nyomást bírjon el a 47,8 km/s sebességű belépés idején. 1995 júliusában vált le a központi szondáról, öthónapos repülés után érte el a Jupitert. A légköri belépés előtt nem fékezett. Megérkezéskor 2 perc alatt lassult le 47 km/s-ról szubszonikus sebességre. Kibontotta 2,5 méteres ejtőernyőjét és ledobta a hővédő pajzsot.
A 150 km-es ereszkedés során a szonda 58 percnyi adatot gyűjtött a helyi időjárásról. Az adatokat az űrszondához küldte, amely továbbította a Földre. Mind a két L-sávú adatsugárzó 128 bit/s sebességgel működött és szinte ugyanazt az adatsort küldte fel az űrszondához. A légköri szonda összes elektronikáját lítium-kén-dioxid (LiSO²) akkumulátorok működtették, melyek kimeneti teljesítménye 580 watt, kapacitása 21 amperóra volt.
A visszaküldött teljes adatmennyiség 3,5 megabit volt. A légköri szonda még azelőtt befejezte az adatsugárzást, mielőtt az orbiter látótávolságán kívülre jutott volna. A kapcsolat megszakadásának legvalószínűbb oka a túlmelegedés volt, amelyet a szenzorok is jeleztek. A légkör melegebb, szelesebb volt a vártnál. A légköri szonda néhány órával később elolvadt és elpárolgott, teljesen szétszóródva a Jupiter forró és sűrű alsó légkörében.
A légköri szondának hat tudományos műszere volt:
- Atmosphere Structure Instrument: mérte a hőmérsékletet, a nyomást és a lassulást
- Neutral Mass Spectrometer és Helium Abundance Detector: a légköri szerkezeti kutatásokban vettek részt
- Nephelometer: a felhők helyzetét mérte és a felhőrészecskéket
- Net Flux Radiometer: a kisugárzott és elnyelt energia fluxusát mérte
- Lightning and Radio Emissions Detector és Energetic Particles Instrument: a villámlások és a Jupiter sugárzási övezetében lévő részecskék fény és rádió emisszióját mérték

## Műszerek
A Galileo összesen tíz tudományos műszert vitt magával, és további hatot tartalmazott légköri szondája. A Galileo magnetométere egy 11 méter hosszú keresztrúdon van elhelyezve, minimalizálva a hajótest zavaró hatását. Egy plazma-készülék detektálja a kisenergiájú töltött részecskéket. A nagyenergiájú részecskedetektor és egy kozmikus port vizsgáló berendezés mellett nehézion számláló, és egy (UV spektrométerrel kapcsolt) extrém UV detektor is van a hajótesten. A nem forgó részen találhatóak azok a berendezések, melyek működése erősen függ a biztos célzástól. A kamerarendszer mellett itt van elhelyezve egy közeli-infrán térképező spektrométer, mely atmoszféra és holdfelszín kémiai analízisre alkalmas multispektrális képeket készít; egy UV spektrométer a gázok vizsgálatához; egy fotopolariméter-radiométer a kisugárzott és visszavert energia vizsgálatához. Kamerarendszere érzékenyebb és szélesebb színtartományt fog át, mint a Voyagereké. Ezen a részen helyezkedik el a szonda adását fogó antenna is.

### Forgó rész
- Dust Detector Subsystem (DDS): A DDS mérte a beérkező részecskék tömegét, elektromos töltését és sebességét. A porrészecskék tömege, amelyeket a DDS érzékelhetett, 10−16 és 10−7 gramm között volt, a sebesség 1 és 70 km/s közötti, a becsapódási gyakoriság 1/115 nap és 100/s közötti. Ezek a részecskék segítenek megérteni a por származását és a magnetoszférán belüli dinamikát. A DDS 4,2 kg-ot nyomott és átlagosan 5,4 watt energiát használt. DDS honlap
- Energetic Particles Detector (EPD): Olyan ionok és elektronok számát és energiáját méri, melyeknek energiája meghaladja a 20 keV-t. Az EPD részecskedetektor méri még ezeknek a részecskéknek a haladási irányát és az ionok esetében meghatározza az összetételt. Az EPD szilícium detektorokat használ és egy ún. repülési idő (time-of-flight) detektor rendszert a részecskepopuláció változásának mérésére a helyzet és az idő függvényében. Ezek a mérések megmutatják, hogy kapták a részecskék az energiát és hogyan közlekednek a Jupiter magnetoszférájában. Az EPD tömege 10,5 kg, és 10,1 watt energiát használ. EPD honlap
- Heavy Ion Counter (HIC): A HIC a Voyager CRS (Cosmic Ray System) műszerének frissített változata. Nehéz ionokat mér, amelyeknek az energiája 6 MeV (1pJ)/nukleon és 200 MeV (32 pJ)/nukleon közötti. Ez a tartomány az összes elemet magába foglalja a széntől a nikkelig. A HIC és az EUV megosztotta a kommunikációs kapcsolatot, ezért a megfigyelési időt is meg kell ossza. A HIC tömege 8 kg és 2,8 watt energiát használ. HIC honlap Archiválva 2005. december 2-i dátummal a Wayback Machine-ben
- Magnetometer (MAG): A magnetométer két db 3-szenzorból álló együttest használ. A három szenzor a mágneses mező három ortogonális komponensét méri. Az egyik szenzoregyüttes, amely erősebb teret mér, a forgástengelytől 6,7 méterre van. A tartórúd távol tartja a magnetométert, csökkentve a szondából származó mágneses effektust. Ezt azonban nem lehet teljesen kiiktatni. Az űrszonda forgását arra használják, hogy szétválasszák a természetes mágneses teret a mesterséges mágneses tértől. Egy másik ok, amiből mérési hibák származhatnak az az, hogy a tartórúd elhajlik. Ezért egy kalibrálótekercset szereltek a szondára, amellyel egy vonatkoztatási mágneses teret hoztak létre a kalibrálás idejére. A Föld felszínén a mágneses tér erőssége kb. 50 ezer nT. A Jupiternél a külső (11 m) szenzoregyüttes +/- 32 és +/- 512 nT közötti mágneses teret mér, a belső (6,7 m) szenzoregyüttes +/- 512 és +/- 16 384 nT erősségűt. A MAG tömege 7 kg, 3,9 watt energiát fogyaszt. MAG honlap
- Plasma Subsystem (PLS): A PLS hét látómezőt használ töltött részecskék gyűjtésére az energia és tömeg vizsgálatokra. Ezek a mezők a 0° – 180° szöget takarják. A szonda forgásával mindegyik mező teljes kört ír le. A PLS által mért részecskék energiatartománya 0,9 eV – 52 keV. A PLS tömege 13,2 kg, 10,7 watt energiát használ. PLS honlap
- Plasma Wave Subsystem (PWS): Egy elektromos dipól antennát használnak a plazma elektromos terének tanulmányozására, míg két tekercs mágneses antennát a mágneses tér vizsgálatára. A dipól antennát a magnetométer tartórúd végére helyezték, a mágneses antennákat a nagy nyereségű antenna mellé. Az elektromos és mágneses tér spektrum egyidejű mérése lehetővé tette a különbségtételt az elektrosztatikus és az elektromágneses hullámok között. A PWS tömege 7,1 kg és 9,8 watt energiát használ. PWS honlap

### Nem forgó rész

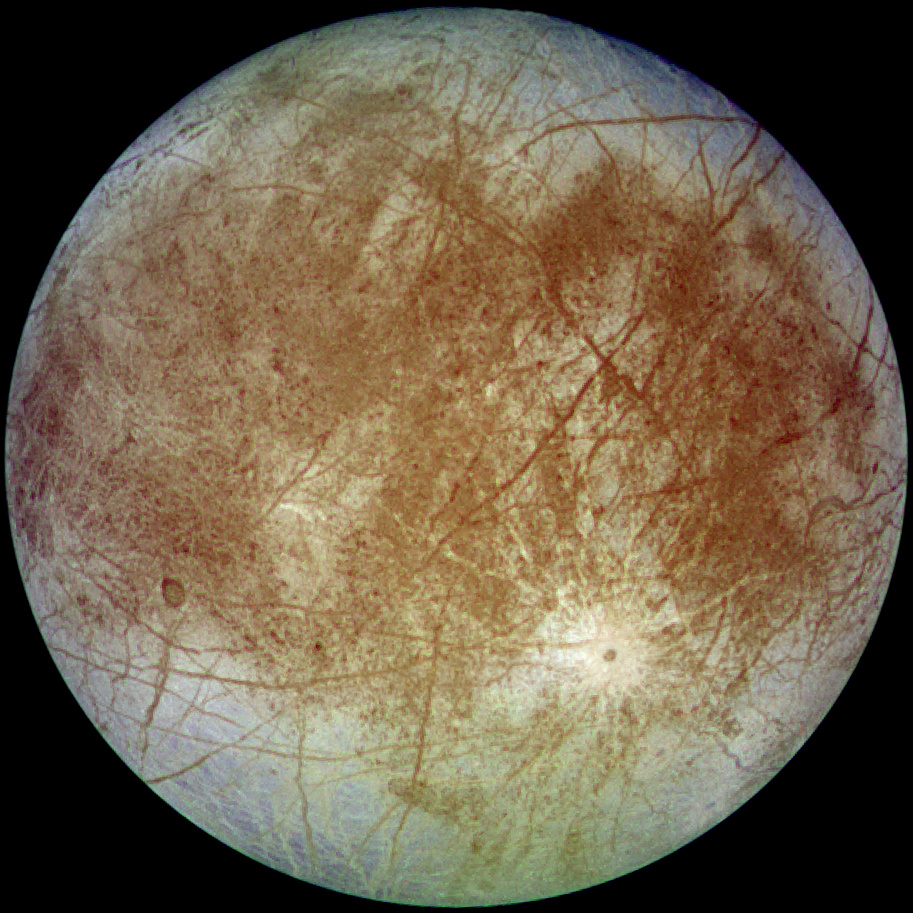
A Galileo felvétele az Europa holdról

- Solid State Imager (SSI): Az SSI egy 800×800 pixeles kamera CCD (charge coupled device) érzékelővel. A kamera optikai része Cassegrain távcsőként volt megépítve. A fény egy főtükrön gyűl össze és egy kisebb tükör felé halad tovább, amely a főtükör közepén lévő résen keresztül továbbítja a CCD érzékelőre. A CCD érzékelőt az erős jupiteri magnetoszféra miatt védeni kellett. A védelmet egy 10 mm vastag tantálréteg biztosítja, amely körbeveszi az egész érzékelőt, leszámítva persze azt a részt, ahol a fény behatol. Egy nyolc helyzetű szűrőkorong végzi a beérkező fény szűrését. A felvételeket a Földön elektronikus módszerrel kombinálva színes képeket kapnak. Az SSI a 0,4–1,1 mikrométer spektrumsávban működik. Tömege 29,7 kg, 15 watt energiát használ. SSI honlap Archiválva 1997. január 5-i dátummal a Wayback Machine-ben
- Near-Infrared Mapping Spectrometer (NIMS): A NIMS a 0,7–5,2 mikrométer hullámhosszú infravörös fényre érzékeny, takarva az SSI hullámhossz tartományának egy részét. A NIMS-hez hozzácsatolt teleszkóp egy reflektor (tükröket használ lencsék helyett) 229 mm apertúrával. A NIMS spektrométere egy rácsot használ a teleszkóp által gyűjtött fény felosztására. A felosztott fényspektrum egy indium-antimonid és szilícium detektorra fókuszálódik. A NIMS tömege 18 kg és 12 watt energiát használ. NIMS honlap
- Ultraviolet Spectrometer / Extreme Ultraviolet Spectrometer (UVS/EUV): Az UVS Cassegrain teleszkópja 250 mm apertúrájú, és a megfigyelési célpontról gyűjt fényt. Az UVS és az EUV egy vonalas ráccsal bontja szét ezt a fényt a színképi vizsgálatokra. A fény aztán áthalad egy fotoelektromos sokszorozón, amely elektronpulzusokat állít elő. Ezeket az elektronpulzusokat megszámolják és a szonda ezeket a számokat küldi vissza a Földre. Az UVS-t a megfigyelő platformra szerelték fel és az inerciális tér egy pontjára lehet beállítani. Az EUV az űrszonda forgó részében van. Ahogy a Galileo elfordul, egy sávon végez megfigyeléseket a forgástengellyel merőlegesen. A két műszer tömege 9,7 kg és 5,9 watt energiát használ. EUV honlap
- Photopolarimeter-Radiometer (PPR): A PPR hét radiometriai sávval rendelkezik. Ezek egyike szűrő nélkül az egész sugárzást figyeli. Egy másik sáv csak a napsugárzást engedi át. A nap-plusz-hősugárzás és a csak napsugárzás sáv közötti különbség adja a kibocsátott hősugárzást. A PPR öt sávban mér 17 és 110 mikrométer közötti hullámhosszon. A radiométer adatokat szolgáltat a Jupiter légkörében és a holdakon lévő hőmérsékletről. A felépítése a Pioneer Venus űrszondák hasonló műszerein alapul. Egy 100 mm apertúrájú tükrös teleszkóp gyűjti össze a fényt, küldi a különböző szűrőkhöz és onnan a méréseket a PPR detektorai végzik. A PPR tömege 5,0 kg és 5 watt energiát használ. PPR honlap

### Magyar oldalak
- A Galileo űrszonda temetésére… (2003. szeptember 21.)
- Bill Amett: The Nine Planets (helyi tükrözés)

### Külföldi oldalak
- A Galileo honlapja Archiválva 2008. szeptember 20-i dátummal a Wayback Machine-ben
- Galileo spacecraft crashes into Jupiter (2003. szeptember 21.)